# Galiteuthis
Galiteuthis  (лат.) — род крупных кальмаров подсемейства Taoniinae семейства Cranchiidae. Виды этого рода характеризуются крупными размерами, с длиной мантии достигающей 66 см. Предполагается, что длина мантии может достигать 2,7 м. Наиболее отличительной особенностью видов этого рода является то, что у них есть крючки на щупальцах, в то время как на руках их нет. Кроме этого, у них длинные и тонкие конечные плавники. Род содержит биолюминесцентные виды.

## Виды
Род включает 5 видов:
- Galiteuthis armata (Joubin, 1898)
- Galiteuthis glacialis (Chun, 1906) — Обычный антарктический кальмар
- Galiteuthis pacifica (Robson, 1948)
- Galiteuthis phyllura (Berry, 1911)
- Galiteuthis suhmi (Hoyle, 1886)